# Pidonia approximata
Pidonia approximata är en skalbaggsart som beskrevs av Mikio Kuboki 1977. Pidonia approximata ingår i släktet Pidonia och familjen långhorningar. Inga underarter finns listade i Catalogue of Life.